# Katahdin
La Katahdin est une variété de pomme de terre à chair et à peau blanche relativement ancienne (1932), originaire des États-Unis. Le mot « Katahdin », amérindien, signifiant « mont vénérable », dérive de celui du Mont Katahdin, point culminant de l'État du Maine.
Cette variété, sélectionnée par le Département de l'Agriculture des États-Unis (USDA) dans la ferme d'Aroostook à Presque Isle, (Maine), a été enregistrée officiellement en 1932 aux États-Unis et au Canada. Elle résulte du croisement de deux hybrides sans nom, 'USDA 40568 et 'USDA 24642', produits également par l'USDA. Ces géniteurs ont été choisis pour la résistance à la mosaïque légère (due au virus A), à une époque où les viroses de la pomme de terre commençaient à susciter de l'inquiétude, et le premier (no  40568) plus particulièrement pour la qualité de ses tubercules.
Elle compte dans son pedigree des variétés historiques, dont 'Early Rose' (États-Unis, 1867) et 'Daber' (Allemagne, 1860).
La plante est vulnérable vis-à-vis de la gale commune, de la galle verruqueuse, du virus de l'enroulement et du mildiou, ainsi qu'à la pourriture sèche fusarienne, et modérément résistante aux virus S, X et Y, ainsi qu'à la jambe noire et à la verticilliose.
Elle est résistante au virus A.
Les tubercules, de forme ronde à oblongue, ont une chair blanche, la peau claire, fine et lisse et des yeux très superficiels de couleur rose.
C'est une variété qui se tient bien à la cuisson tant au four que bouillie, mais convenant moyennement à la préparation de frites et chips.
Elle a été utilisée comme géniteur pour la production de nombreux hybrides intermédiaires ou de variétés commerciales dans divers pays, principalement aux États-Unis et au Canada, mais aussi dans le reste du monde, dans des pays aussi variés que l'Union soviétique, l'Allemagne, l'Espagne, la Pologne, la Roumanie, le Royaume-Uni, les Pays-Bas, l'Afrique du Sud, l'Argentine, le Mexique et le Pérou, l'Australie et la Nouvelle-Zélande, le Japon et la Corée ainsi que l'Inde (variétés 'Kufri Kisan', 'Kufri Kumar', 'Kufri Kundan' et 'Kufri Neela').